# Porozmawiaj ze mną
Porozmawiaj ze mną (Talk to Me, 2007) – brytyjski serial dramatyczny nadawany przez stację ITV od 10 czerwca 2007. W Polsce nadawany był przez stację FoxLife. Serial w reżyserii Dearbhla Walsh został wyprodukowany przez Company Pictures. 
Na początku 2007 roku serial istniał pod roboczym tytułem Is This Love? jednak postanowiono zmienić tytuł na Talk to Me (Porozmawiaj ze mną). 
Seria została także wydana na dvd 9 lipca 2007.

## Opis fabuły
Serial opowiada o miłosnych problemach grupy przyjaciół, gdzie każdy z nich marzy o ustatkowaniu się.

## Obsada i bohaterowie
- Mitch Moore (Max Beesley) – dj radiowy w radiu Life FM zajmujący się poradami w sprawach sercowych.
- Claire (Laura Fraser) – żona Woody'ego oraz dyrektor do spraw personalnych.
- Woody (Joseph Millson) – mąż Claire, najlepszy producent i przyjaciel Mitch.
- Ally (Emma Pierson) – asystent w dziale informacji turystcznych, nowa miłość Mitch.
- Kelly (Kate Ashfield) – siostra Mitcha.
- Scott (Adrian Bower) – mąż Kelly.
- Aaron (Aaron Johnson) – student, kocha Kelly.